# Сагара
Сагара (яп. 相良村 Сагара-мура) — село в Японии, находящееся в уезде Кума префектуры Кумамото. Площадь села составляет 94,54 км², население — 4613 человек (1 августа 2014), плотность населения — 48,79 чел./км².

## Географическое положение
Село расположено на острове Кюсю в префектуре Кумамото региона Кюсю. С ним граничат город Хитоёси, посёлки Нисики, Асагири, Тараги и сёла Ицуки, Ямаэ.

## Население
Население села составляет 4613 человек (1 августа 2014), а плотность — 48,79 чел./км². Изменение численности населения с 1980 по 2005 годы:
| 1980 | 5932 чел. |  |
| 1985 | 6024 чел. |  |
| 1990 | 5941 чел. |  |
| 1995 | 5756 чел. |  |
| 2000 | 5526 чел. |  |
| 2005 | 5398 чел. |  |

## Символика
Деревом села считается чай, цветком — адонис амурский, птицей — трясогузка.